# 捉猴啦3
《捉猴啦3》是由索尼電腦娛樂開發於PlayStation 2的平台動作遊戲，為捉猴啦系列的作品。

## 遊戲機制
相較於前作，《捉猴啦3》最大的改變在於新增「變身」系統，玩家可以透過不同的變身獲得各種能力。

## 反響
《捉猴啦3》於Metacritic獲得了正面的評價。

## 外部連結
- PlayStation官方網站遊戲庫 捉猴啦3 （页面存档备份，存于）（日語）